# 金文洙
金文洙（韓語：김문수；1951年8月27日—），大韓民國政治人物、勞工運動家，曾任僱傭勞動部部長、京畿道知事、國會議員。勞工運動出身，1990年参加创立民众党，开始涉足政坛；1996年獲得新韓國黨提名當選國會議員，2006年、2010年廣域團體長選舉中當選京畿道知事；2012年新世界黨總統候選人黨內初選中敗給朴槿惠，2018年獲得自由韓國黨提名參選首爾市長落敗。2024年7月31日，韩国总统尹锡悦提名为经济社会劳动委员会委员长金文洙为雇佣劳动部部长。2025年4月8日，金文洙辭去部長，加入国民力量党，並於9日宣佈參選總統，5月3日正式通過初選獲得政黨提名，最終敗選告終。

## 早年

### 童年时期
生于庆北永川市，是家里4男3女中第三个儿子。庆北永川小学毕业后转学到大邱，并先后毕业于庆北中学和庆北高中。

### 学生时期
1970年首尔大学经营学系入学，1971年因受10. 15反腐肃贪全国学生运动牵连被开除。从1971年到72年，在故乡庆北永川参加4H、夜校等农民运动，1974年因受民青学联事件牵连被开除后投身勞工運動。1994年再次进入首尔大学经营学系，25年后终于毕业。

## 劳工运动时期
投身劳动运动后，1974年在清溪川被服工厂担任裁剪辅助工；1997年取得2级环境管理技师和2级安全管理技师等国家技术资格。1978年，被选为全国金属劳动组合韩一杜克（Dorco）公司劳组委员长；1980年独裁政权时期曾被捕接受拷问，服刑期间因处分缓诉被释放，然后又回韩一杜克复职。
金文洙于1985年担任全泰一纪念会干事长。金文洙在担任首尔劳动总联合会指导委员会委员期间，因参加1986年仁川5·3直选修宪抗议活动而再次被捕。他遭受酷刑，曾服刑2年零6个月。 

## 政治生涯
1990年参与建立民众党并被推选为劳动委员长；在第14届国会议员总选举中作为民众党全国区候补第3名参选，但落选。1994年加入民主自由党，1996年該党改名新韓國黨，同年在該党的公选下，参加第15届国会议员总选举并当选（富川市素砂区）。

### 国会议员时期
担任国会议员时期，投身劳动领域、环境、首都圈交通和儿童保育领域并展开大量的议政活动；同时也为政权反腐肃贪和朝鲜人权问题作出了努力。1996年获得绿色政治家奖；1998年被韩国选民运动联合授予国会议政活动环境劳动委最优秀奖；1999年被授予帮助饥饿儿童议政活动功劳牌和全国保育设施协会感谢牌。此后，被当选为16届、17届国会议员，作为3届连任国会议员曾担任大国家党院内副总务等职务。2000年被授予透明政治市民联合新千年透明政治家奖；2005年被授予国政监查最优秀议员奖；2006年曾被国会出入记者团评选为守约国会议员第1名和工作认真国会议员第1名。2006年辞去国会议员职务参选京畿道广域团体长选举，被选为京畿道知事并于2006年7月就任民选第4期道知事。

### 京畿道知事及第一次竞选总统
2012年4月22日，金文洙在新世界党初选中宣布参加总统候选人竞选。 金文洙在宣布参选时坚称，尽管朴槿惠为竞选做了十年的准备，但朴槿惠获得提名不应被视为理所当然。  然而，在以党员和公众投票以及民意调查为基础的党内选举中，他以较大差距输给了从一开始就被认为领先于对手的朴槿惠。 
2014年1月14日，他宣布不寻求连任。但他表示，“京畿道固然重要，但我更关心统一、经济振兴等国家课题，也想在其他课题上努力”，并表示有意参加第19届总统选举。 
卸任知事后，2014年9月18日，他被任命为保守改革委员会委员长，负责推动新世界党内部改革。 

### 雇佣劳动部长时期
2022年9月，金文洙被尹锡悦总统任命为经济、社会、劳工委员会主席。  2024年8月，金文洙不顾劳工团体和共同民主党的反对，被任命为雇佣劳动部长。  2024年韩国戒严危机期间，金文洙不同意尹锡悦宣布戒严的决定，但在戒严令被国会撤销后，拒绝与其他内阁成员一起公开道歉，并反对弹劾尹锡悦。 

### 2025年竞选总统
2025年4月4日，尹錫悅弹劾案宣判五天后，金文洙于4月9日宣布参加2025年韩国总统选举，并表示“我是打败李在明的合适人选”。  5月3日，金文洙在最后一轮初选中获胜，被确认为人民党正式总统候选人。 他获得了56.5%的选票，击败了前任党代表韓東勳。 金文洙在胜选演讲中表示：「为了阻止李在明及其民主党势力的统治，我愿意与任何人结成强大的联盟。我将按照人民和党员能够接受的程序和方法来推动这一点，并最终取得胜利。」 
5月6日，金文洙暂停了竞选活动，并指责他所在的国民力量党未能支持他。 随后，他与无党派候选人韩悳洙就派一名共同保守派候选人参加总统选举进行了会谈，但未有定论。 金文洙声称，国民力量党及其主席權寧世在未与他协商的情况下，单方面采取统一候选人的行动。 
5月10日凌晨，国民力量党先后举行议员总会、紧急对策委员会会议、选举对策委员会会议，决定取消金文洙的候选人资格。金文洙表明一定採取法律行動。当天上午10时至晚上9时，国民力量举行党员投票，多数党员支持通过党内初选被选为总统候选人的金文洙，否决以韩悳洙取代金文洙的议案。金文洙獲恢复国民力量总统候选人身份。
6月4日，金文洙宣布败选，并向李在明表示祝贺。